# Субсахарська Африка

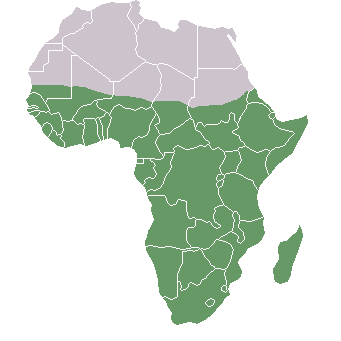
Політична мапа, що вказує межі країн на фоні екологічного бар'єру (Африка південніше Сахари відмічена зеленим)

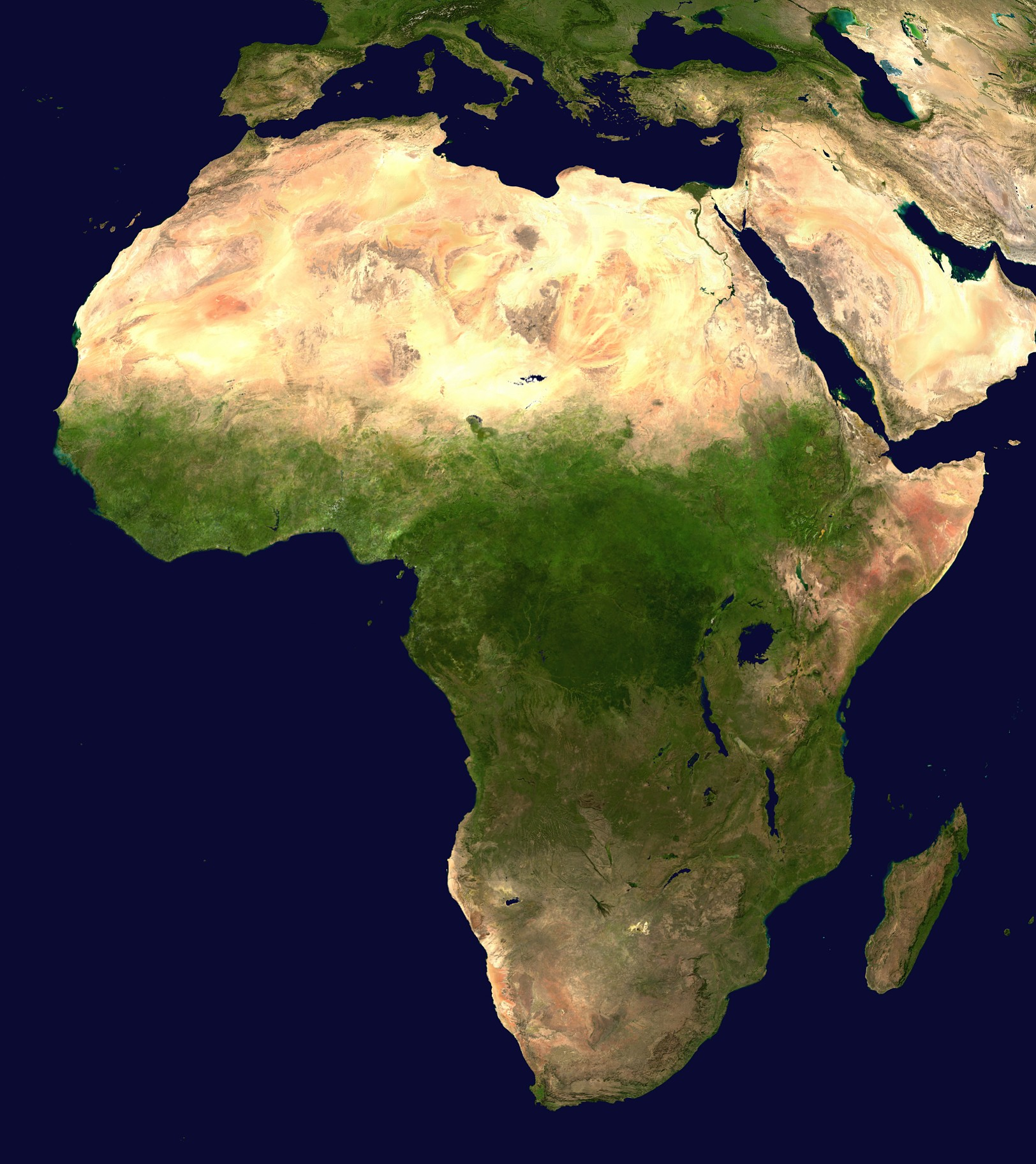
Супутниковий знімок

Субсаха́рська А́фрика (англ. Sub-Saharan Africa (SSA)), також знана як Африка на південь від Сахари, Тропічна Африка або Чорна Африка (англ. Africa South of the Sahara, Tropical Africa, Black Africa, історично - Negro Africa) — назва частини африканського континенту, яка за визначенням ООН складається з усіх африканських країн та територій, які повністю або частково розташовані на південь від пустелі Сахара. 
Ця частина Африки населена переважно негроїдними народами (на відміну від берберів та арабів, що населяють країни Північної Африки), що послужило підставою для ранньої історичної назви «Чорна Африка».

## Історія регіону
Фізичне розділення Африканського континенту на «Північну» і «Субсахарську» Африку відносять приблизно до середини 3-го тис. до н. е., коли починається висихання Сахари. Пустеля стала практично непереборною перешкодою для культурних контактів. Єдиною сполучною ланкою залишилась долина річки Ніл, уздовж якої виникло декілька цивілізацій. У Субсахарській Африці у 1-му тис. до н. е. поширюється залізо. Тут не склалася культура бронзової доби, а відразу стався безпосередній перехід від неоліту до залізної доби. Різні культури залізної доби поширюються як на заході континенту (Нок), так і на сході (північний схід Замбії та південний захід Танзанії) субсахарської Африки.
Поширення заліза сприяло освоєнню нових територій, перш за все — тропічних лісів, і стало одною з причин розселення в тропічній та південній Африці народів, що розмовляють мовами банту. Ці народи витіснили на північ і південь представників ефіопської і капоїдної рас.
Араби, що проникли у Північну Африку у VII ст., аж до появи європейців були основними посередниками (а також бар'єром) між Субсахарською Африкою та рештою світу. З приходом європейців почався розподіл Африки, що вилився у 1880-х у колоніальний період. Найбільші колоніальні володіння мали Велика Британія, Франція, Португалія, менші — Бельгія, Італія, Іспанія, Німеччина. Основними факторами, що зумовили такий інтерес до Африки, були економічні, але сподівання колонізаторів не зовсім справдились: місцеві ресурси вимагали великих затрат на розвідку і добування, необхідно було постійно придушувати нові бунти, безробіття у метрополіях не було подолане, надлишкове населення з Європи в Африку не переселилось.
У роки Другої світової війни воєнні дії на території Тропічної Африки велись лише на території Ефіопії, Еритреї та Італійського Сомалі.
1960 рік ознаменував початок визволення колоній з-під влади метрополій, т. зв. Рік Африки. Проголошенню незалежності Кенії, Зімбабве, Анголи, Мозамбіку і Намібії передували війни, повстання, партизанська боротьба; але для більшості країн все обійшлось масовими демонстраціями і страйками, щодо підопічних територій було ухвалене рішення ООН. У сучасний період під контролем європейських держав знаходяться лише деякі острови.
Для країн надалі була характерна африканізація — зміна назв країн на автентичні, перейменування міст тощо.

## Характерні риси
Форма державних територій здебільшого некомпактна, складної конфігурації; наявні анклави та ексклави.
Міждержавні кордони геометричні; за походженням — накладені; виконують швидше бар'єрну функцію, ніж контактну.
У глобальному масштабі усі держави, крім ПАР, належать до країн периферії.
Геопросторовий каркас, через відсутність достатньої кількості транспортних шляхів та концентрацію економіки у столицях, нерозвинений, лінійний.
Субсахарську Африку населяють народи негроїдної раси. Вони становлять майже ¾ населення континенту і є його аборигенами, їхні мови об'єднують у три мовні сім'ї. Найпоширенішими є близькі між собою мови банту, якими розмовляють в Центральній, Східній та Південній Африці. Більш-менш широко як мова міжетнічних контактів використовується суахілі. Однак всього у Субсахарській Африці нараховують понад 800 окремих етносів, кожний зі своєю окремою мовою, релігією, способом життя.
В умовах крайньої економічної відсталості процес консолідації окремих народів відбувається надто повільно і суперечливо. В багатьох випадках великі етнічні групи розділені національними кордонами. Одним із найнегативніших явищ сучасної Африки є трайбалізм — психологія та ідеологія етнічної відокремленості й винятковості. Міжетнічна ворожнеча — причина багатьох конфліктних ситуацій. Крім того, племінна верхівка, прагнучи зберегти свою владу, виступає проти будь-яких прогресивних перетворень.
Враховуючи високий рівень народжуваності (приблизно 4 дитини на одну жінку), Субсахарська Африка залишатиметься відносно молодим регіоном. Вагому роль у демографічній ситуації регіону відіграватиме урбанізація. Прогнозують, що кількість міського населення до 2030 року збільшиться майже вдвічі. На відміну від інших регіонів, де урбанізація є менш поширеною, або практично завершеною, цей приріст міського населення буде помітним в основному у великих містах.
Для столичних міст Субсахарської Африки характерною є поява в них модерних європеїзованих центрів. Вони співіснують з районами, які безпланово забудовані одноповерховими традиційними оселями, перенаселені і не мають комунальних зручностей. Гострою в містах є і проблема робочих місць.
Африканський континент — найбільш схильний регіон до епідемії ВІЛ/СНІДу, яка на десятки років затримала економічне зростання, скоротила тривалість життя і рівень освіти в країнах Африки. У Субсахарській Африці, де тривалість життя раніше була 62 роки, зараз становить лише 47.

## Перелік держав
За сучасним політичним поділом в Африці на південь від Сахари розташовані 49 держав:
| - Ангола - Бенін - Ботсвана - Буркіна-Фасо - Бурунді - Габон - Гамбія - Гана - Гвінея - Гвінея-Бісау - ДР Конго - Джибуті - Екваторіальна Гвінея - Еритрея - Ефіопія - Замбія - Зімбабве - Кабо-Верде - Камерун - Кенія - Коморські Острови - Республіка Конго - Кот-д'Івуар - Лесото - Ліберія | - Маврикій - Мавританія - Мадагаскар - Малаві - Малі - Мозамбік - Намібія - Нігер - Нігерія - Південний Судан - ПАР - Руанда - Сан-Томе і Принсіпі - Есватіні - Сейшельські Острови - Сенегал - Сомалі - Судан - Сьєрра-Леоне - Танзанія - Того - Уганда - Центральноафриканська Республіка - Чад |